# The Bombshells
The Bombshells ist eine US-amerikanische Pornofilmreihe des Studios Elegant Angel. Bis zum Jahr 2018 wurden 8 Folgen gedreht. Die Reihe ist dem Genre Gonzo zuzuordnen und hat ausgewählte Darstellerinnen der Branche, die das Image einer Sexbombe (Bombshell) erfüllen, zum Gegenstand. Im Gegensatz zu anderen Pornofilmreihen gibt es bei den Darstellerinnen keine Wiederholungen.

## Darsteller
- The Bombshells 1 (2010): Bree Olson, Madison Ivy, Kristina Rose, Gracie Glam, Andy San Dimas
- The Bombshells 2 (2011): Sophia Santi, Alexis Texas, Katsuni, Sarah Vandella
- The Bombshells 3 (2011): Lexi Belle, Jayden Jaymes, Juelz Ventura, Jessie Andrews, Brooklyn Lee
- The Bombshells 4 (2012): Anikka Albrite, Maddy O’Reilly, Mischa Brooks, Sharon Lee, Lia Lor
- The Bombshells 5 (2014): Dani Daniels, Romi Rain, Bonnie Rotten, Summer Brielle
- The Bombshells 6 (2015): Aidra Fox, Abella Danger, Keisha Grey, Jenna Ivory
- The Bombshells 7 (2016): Alexis Texas, Jessa Rhodes, Selena Santana, Brittany Shae
- The Bombshells 8 (2018): Angela White, Lena Paul, Kissa Sins, Skyla Novea, Lily LaBeau

## Auszeichnungen
- AVN Award – 2012: Winner: Best Boy/Girl Sex Scene (Manuel Ferrara, Lexi Belle) (Folge 3)
- AVN Award – 2012: Winner: Best All Sex Series

## Nominierungen
- AVN Award – 2012: Best Tease Performance, Andy San Dimas, Madison Ivy (Folge 1)
- AVN Award – 2012: Best All-Sex Release, Andy San Dimas, Madison Ivy (Folge 1)
- AVN Award – 2012: Best Tease Performance, Brooklyn Lee (Folge 3)
- XBIZ Award – 2013: All-Sex Release of the Year (Folge 4)
- XBIZ Award – 2013: Best Scene – Gonzo/Non-Feature Release (Maddy O’Reilly, Ramon Nomar). (Folge 4)
- AVN Award – 2016: Best Solo/Tease Performance, Aidra Fox (Folge 6)
- XBIZ Award – 2016: Best Scene – All-Sex Release, Aidra Fox, Jessy Jones (Folge 6)
- AVN Award – 2018: Best Three-Way Sex Scene – B/B/G, James Deen, Selena Rose, Markus Dupree (Folge 7)